# PRhyme (альбом)
PRhyme — дебютный студийный альбом американского хип-хоп дуэта PRhyme, в который входят Royce da 5'9" и DJ Premier. Альбом был выпущен 9 декабря 2014 года лейблом PRhyme Records. Коллаборация содержит гостевые участия от рэперов Killer Mike, Jay Electronica, Common, Ab-Soul, Schoolboy Q, Slaughterhouse, Mac Miller и певицы Dwele. DJ Premier отметил, что во время записи использовались семплы Адриана Янга. Единственным синглом с коллаборации выступил трек «Courtesy», выпущенный 17 октября 2014 года.

## Альбом
16 сентября 2014 года DJ Premier и Royce da 5'9" объявили о выходе совместного альбома. 22 октября был выпущен клип на трек «U Looz». 20 ноября было представлено музыкальное видео для «PRhyme», 24 ноября — для «Courtesy»

## Продажи
Альбом дебютировал на 59-м месте в Billboard Top 200 с 13 547 проданными копиями за первую неделю.

## Список композиций
Все треки спродюсированы DJ Premier.
| №                   | Название            | Автор(ы)                              | Длительность |
| ------------------- | ------------------- | ------------------------------------- | ------------ |
| 1.                  | «PRhyme»            | PRhyme                                | 3:54         |
| 2.                  | «Dat Sound Good»    | PRhyme feat. Ab-Soul & Mac Miller     | 3:31         |
| 3.                  | «U Looz»            | PRhyme                                | 1:34         |
| 4.                  | «You Should Know»   | PRhyme feat. Dwele                    | 4:34         |
| 5.                  | «Courtesy»          | PRhyme                                | 3:30         |
| 6.                  | «Wishin'»           | PRhyme feat. Common                   | 4:19         |
| 7.                  | «To Me, To You»     | PRhyme feat. Jay Electronica          | 5:11         |
| 8.                  | «Underground Kings» | PRhyme feat. Schoolboy Q, Killer Mike | 4:14         |
| 9.                  | «Microphone Preem»  | PRhyme feat. Slaughterhouse           | 4:00         |
| Общая длительность: | Общая длительность: | Общая длительность:                   | 34:47        |

| №                   | Название                                        | Длительность |
| ------------------- | ----------------------------------------------- | ------------ |
| 10.                 | «Golden Era» (featuring Joey Bada$$)            | 4:16         |
| 11.                 | «Wishin' II» (featuring Black Thought)          | 5:48         |
| 12.                 | «Highs and Lows» (featuring MF Doom and Phonte) | 4:37         |
| 13.                 | «Mode II» (featuring Logic)                     | 7:07         |
| Общая длительность: | Общая длительность:                             | 56:35        |